# Stonekeep
A Stonekeep egy szerepjáték, amelyet az Interplay fejlesztett és adott ki 1995-ben. Stílusát tekintve hagyományos labirintusfelfedezés, előre renderelt környezeti elemekkel, digitalizált karakterekkel és élőszereplős átvezető jelenetekkel. A játék hírhedt volt arról, hogy eredetileg 9 hónaposra tervezett fejlesztési ideje közel 5 évig tartott.

## Játékmenet
A Stonekeep egy klasszikus szerepjáték, amely az Eye of the Beholder és a Dungeon Master stílusában készült. A cselekmény földalatti labirintusokban játszódik, amely hemzseg a szörnyektől, kincsektől és csapdáktól. A játékos a billentyűzetet használhatja mozgáshoz és a naplóba történő jegyzeteléshez, az egérrel pedig további interakciókat végezhet, jellemzően célpontokat választhat ki. Amint az egér egy célpontra mutat, a kurzor megváltozik, és az interakció jellegéhez igazodó formát vesz fel. Például vizsgálódás esetén szem formát, felvehető tárgyak esetén kéz formát stb., de egérrel lehet például különféle karokat meghúzni, ajtókat kinyitni, ládákat kiüríteni.
A főhős, Drake, a játék kezdetekor két tárgyat birtokol: egy mágikus tekercset és egy varázstükröt. A tekercs segítségével vehetünk fel végtelen számú tárgyat. Azonos tárgyból egyszerre legfeljebb 99 lehet nálunk, de egyes tárgyakat kombinálhatunk is, például egy tegezbe 99 nyilat pakolhatunk, és tegezből is 99 lehet nálunk. A varázstükör segítségével szerelhetjük fel karakterünket és társait felszereléssel, illetve ezzel tudunk elfogyasztani különféle dolgokat. Drake képes tekercseket is használni, és bármilyen fegyvert forgatni, de például csapattársai csak meghatározott típusúakat. Bizonyos fegyverek kétkezesek, ebben az esetben a pajzs használata lehetetlenül el. Egyes páncélzatokat csak bizonyos fajba tartozó karakterek tudnak hordani, és vannak olyanok is, akik semmilyet sem.
A harmadik nálunk található tárgy a napló, mely hat szegmensre van felosztva. Ebben olvashatunk karaktereink felszereléséről és statisztikáiról, a kalandozásaink során látott fontosabb dolgokról, olvashatunk leírást a tárgyakról, jegyzetelhetünk is bele, továbbá innen érhetőek el a rúnák, valamint a szintek térképei.
A mágiarendszer a rúnákon alapul, melyek négyfajta varázspálcához kötődnek. A Mannish a támadó, a Fae a védekező, a Throggish a különleges interakciók mágiája, a Meta pedig az előző három csoportot erősíti. A varázsláshoz manna és az adott varázslat ismerete szükséges. Ehhez a varázspálcát a karakternek kézbe kell vennie, majd a naplóba bejegyzéssel elsajátítani. A varázstükör használatával karaktereinkre is lehet varázsolni, például gyógyítást.

## Cselekmény
A Stonekeep mitológiája a naprendszer bolygói és az azok köré képzelt istenek körül forog. Ezek a következők: Helion (Merkúr), Aquila (Vénusz), Thera (Föld), Azrael (Mars), Marif (Jupiter), Afri (Szaturnusz), Saffrini (Uránusz), Yoth-Soggoth (Neptunusz) és Kor-Soggoth (Plútó). A játék eseményeit megelőzően, ezer évvel korábban Khull-Khuum, az Árnykirály bebörtönözte a többieket kilenc gömbbe, egy Pusztulás néven ismert esemény során.
Tíz évvel az esemény kezdete előtt a főhős, Drake otthonát, Stonekeep kastélyát elpusztította Khull-Kuum. Drake ekkor még kisfiú volt, és egy rejtélyes figura mentette meg az életét. Mikor felnőttként visszatér a romok közé, Thera istennő szelleme jelenik meg előtte, aki arra kéri őt, hogy szabadítsa ki valamennyiüket. Kalandjai során Drake számos barátra tesz szert, mint a három törp, Farlik, Karzak és Dombur, Vermatrix, a sárkány, és Wahooka, a koboldok királya. Együtt azon munkálkodnak, hogy Khull-Khuummal és szeretőjével, a Jégkirálynővel végezhessenek.

## Fejlesztés
A legelső tervek még 1988 októberében keletkeztek, Brian Fargo és Todd Camasta ekkor ötleteltek egy Dungeon Game munkacímű játékon. 1990-91-ben Peter Oliphant producer és Michael Quarles vezető programozó csatlakoztak az Interplayhez, ekkor kezdődött az érdemi fejlesztés. A tervek szerint a fejlesztéshez legalább 9 hónap és 50 ezer dolláros költségvetés volt szükséges. Ehhez képest a fejlesztés 5 évig tartott, a költségvetés pedig végül az 5 millió dollárt is meghaladta. Megjelenésekor már közel 200 fős stáb dolgozott rajta. Csak az intro videó félmillió dollárba került (ez volt a legdrágább eleme az egész játéknak), ami az eredeti költségvetési terv tízszerese volt.
A történetet Oliphant írta, és ő programozta le a mesterséges intelligenciát, és a grafikát is. A cím ötlete Fargótól származott.
A fejlesztés elhúzódásának fő oka az volt, hogy abban az időben a számítástechnika robbanásszerűen fejlődött. Csak ebben az öt évben érkezett meg a 386-os, a 486-os, és az első Pentium processzor-generáció. A negyedik évben Oliphant elhagyta a projektet, mert úgy érezte, hogy kezd nagyon elburjánzani - ezenkívül a szerződése őt eleve csak 9 hónapra kötötte volna. A helyére Quarles lépett és felügyelte a játékot a hátralévő egy évben.
Az eredeti tervek szerint a játékhoz egyáltalán nem lett volna szükség merevlemezre, sem egérre, elég lett volna egy 286-os processzor, 640 kB RAM, és egy floppymeghajtó. Mire megjelent, a játékhoz már kellett egér, merevlemez, 386-os processzor, és CD-ROM meghajtó is, jobbára azért, mert a játékot hajtó motor az évek során hatalmas változtatásokon ment keresztül.
A fejlesztés harmadik évében vetette fel Oliphant, hogy a projekt CD-re költözhetne, amit Fargo eleinte ellenzett, ugyanis korábbi CD-s projektjeik sikertelenek voltak. Oliphant ezt költségcsökkentési okkal tette meg, ugyanis az eredeti tervek szerint 8 floppylemezre lett volna szükség a játék futtatásához, miközben 1 CD előállítása ekkoriban már nagyjából 1 floppylemezével volt egyenértékű. Fargo fél évvel később beadta a derekát.
A háromdimenziós renderelést a StrataVision 3D nevű programmal végezték - ezzel készültek el a helyiségek, a szörnyek és a tárgyak. A szörnyek mozgását eredetileg úgy vették fel, hogy a szabadban, napfénynél került kék háttérrel rögzítésre - ez utóbb hibás döntésnek bizonyult, mert a megvilágítás szinte minden esetben más és más volt, így az elkészült munkát ki kellett dobni. Ezután egy professzionális stúdióban, mesterséges fényviszonyok közt készítették el azt.
Kezdetben a filmfelvételek egy szimpla kamerával készültek, a vágást pedig egy Macintosh számítógépen végezték. Erről csakhamar kiderült, hogy elégtelen lesz, ezért a hollywoodi Dia Quest-hez fordultak, amely a filmezés és a digitalizálás terén is sok segítséget tudott nekik nyújtani. De ez sem volt problémamentes, csak akkor normalizálódott a helyzet, amikor átálltak a Betacam használatára.
Oliphant elmondása szerint amikor Quarles átvette a projektet tőle, két megkérdőjelezhető döntést hozott. Ahogy a klasszikus szerepjátékokat, úgy a Stonekeep-et is rácsozat alapon tervezték meg, ami azt jelenti, hogy ellentétben a modernebb 3D-s játékokkal, amelyekben a mozgás teljesen szabad, a karakterek egy képzeletbeli rácsozaton lépdelve tudtak egyet-egyet előrehaladni, amelyekre a padló felosztásra került. Oliphant azt szerette volna, ha a mozgás az egyik mező közepéről a másik mező közepére történik, de Quarles megváltoztatta ezt arra, hogy az egyik mező széléről a másik mező szélére lépjenek. A szimmetria azonnal megszűnt emiatt, így rengeteg pluszmunkát kellett csak azért beiktatni, hogy ez korrigálva legyen. A másik hibás döntés az volt, hogy nem kérték Oliphant segítségét a mozgások rögzítésénél (Oliphantnak a játékfejlesztői karrier előtt komoly hollywoodi filmes tapasztalatai voltak). Ez abban nyilvánult meg, hogy Quarles úgy döntött, hogy a szörnyek mozgását csak deréktól felfelé animálják, a többi úgysem látszott az összecsapásokkor. Csakhogy Oliphant rávilágított, hogy a játékos küzdelem közben hátrálhat is, azaz előfordulhat, hogy látnia kell az ellenfél lábát. Így minden egyes lénynél kézzel kellett megrajzolni utólag ezeket a szekvenciákat, majd ezek is kidobásra kerültek, miután utólag greenscreen előtt újra felvették az egészet. Az eredeti csontváz, ami szerepelt a játékban, egy stábtag volt, aki beöltözött csontváznak és lefilmezték greenscreen előtt. Erről egyáltalán nem volt se kép, se animáció, hogy a lába meg legyen csinálva, ezért az utolsó hetekben lecserélték arra a háromdimenziós modellre, amely a játék borítóján is látható.
A grafika bonyolultsága miatt a játéknak állandóan olvasnia kellett valamit a CD-ről, emiatt szóba se jöhetett, hogy a zenék onnan kerüljenek beolvasásra. Ezért a zene Roland Sound Canvas szintetizátorral lett megírva. A szereplőket szinkronszínészek szinkronizálták le, közülük is kiemelkedik Arthur Burghardt a főgonosz Khull-Kuum szerepében, aki korábban a G.I. Joe rajzfilmből lehetett ismerős (később pedig a Warcraft III-ból mint Mannoroth vagy Grom Hellscream)
A játékot stílusosan egy sírkő-szerű dobozba csomagolták, amelyhez a "Thera Awakening" című regényt mellékelték, melyet Steve Jackson és David L. Pulver írtak. A CD-n található volt egy szöveges dokumentum is, amelyben Tim Cain csokoládés-sütőtökös muffinreceptje volt olvasható.

## Fogadtatás
Az Interplay a megjelenésre 175 ezer példánnyal készült, amely a legnagyobb szállítás volt a cég történetében. A tervek szerint másfélmillió dolláros reklámkampánnyal készültek, amely szintén a cég addigi legnagyobb ilyen jellegű ráfordítása volt. Mindezt úgy, hogy eredetileg 200 ezer példánnyal készültek volna, de az időközben kiadótt demó vegyes fogadtatása miatt visszavettek belőle. Ehhez képest egyáltalán nem fogyott jól: míg az első hónapban eladtak belőle 90 ezer példányt (mely tényleg soknak számított), és 1995 novemberében az eladási lista negyedik helyére került fel, a következő hónapban látványosan el is tűnt róla. Csak 1998 júniusában lépték át az eladások a 300 ezer példányt.
Magyarországon úgy lett szélesebb körben ismert, hogy a PC Guru 1999 júniusában teljes játékként jelentette meg.
A kritikák vegyesek voltak: dícsérték a vizuális elemeket, a hangokat, a történetet, de kritika érte a nehéz fejtörőket, a nehézkes harcrendszert, és a sablonos játékmenetet. Ez utóbbival kapcsolatban általános kritika volt, hogy 1995-re elavulttá vált a klasszikus dungeon-felfedező szerepjáték, mint műfaj, és már más stílusok voltak a népszerűek. A Stonekeep épp egy olyan időszakban jelent meg, amikor a klasszikus RPG-k már kifutottak, az új, a stílus reneszánszát elhozó címek pedig még meg sem jelentek.

## Tervezett folytatás
Troy Denning 1999-ben írt egy novellát, "The Oath of Stonekeep" címmel, mely a Berkley Boulevard Books-nál jelent meg.
Az interplay a kudarc ellenére nekilátott egy folytatás készítésének 1996-ban, a munkálatok pedig idővel átkerültek a Black Isle Studios-hoz. A "Stonekeep 2: Godmaker" fejlesztését végül 2001-ben állították le, a fejlesztőket átirányították az Icewind Dale II-re, és a végül szintén soha meg nem jelent Baldur's Gate III: Black Hound-ra.
2012-ben az Alpine Studios fejlesztésében kiadta az Interplay a "Stonekeep: Bones of the Ancestors" című játékot, amely nem közvetlen folytatás volt, hanem egy önálló játék, és kizárólag WiiWare-en keresztül volt elérhető. Ez a játék jobbára negatív kritikákat kapott.

## Fordítás
Ez a szócikk részben vagy egészben  a   Stonekeep című angol Wikipédia-szócikk ezen változatának fordításán alapul.  Az eredeti cikk szerkesztőit annak laptörténete sorolja fel. Ez a jelzés csupán a megfogalmazás eredetét és a szerzői jogokat jelzi, nem szolgál a cikkben szereplő információk forrásmegjelöléseként.